# Wartburgpreis
Der Wartburgpreis wird von der Wartburg-Stiftung seit 1992 jährlich für herausragende Verdienste um die europäische Einigung und die deutsche Wiedervereinigung vergeben. Der Preis ist mit 5000 € dotiert.
Preisträger waren
- 1992: Hans-Dietrich Genscher gemeinsam mit Roland Dumas und Krzysztof Skubiszewski
- 1993: Peter Schreier
- 1994: Alfred Grosser
- 1995: Richard Freiherr von Weizsäcker
- 1996: Hilmar Hoffmann
- 1997: Paul Oestreicher
- 1998: Jack Lang
- 1999: Franz Kardinal König
- 2000: Joachim Gauck
- 2001: Roman Herzog
- 2002: Hildegard Hamm-Brücher
- 2003: Bernhard Vogel
- 2005: Felipe González
- 2006: Carla Del Ponte
- 2007: Ferenc Mádl
- 2008: Hans-Gert Pöttering
- 2010: Johannes Ziegner
- 2011: Volkhard Knigge